# Aeroporti in Ungheria
Questa voce contiene un elenco degli aeroporti in Ungheria.
| Nome                              | Città                | ICAO | IATA | Altitudine (in metri) | Dimensioni pista                                                                                       |
| --------------------------------- | -------------------- | ---- | ---- | --------------------- | --- |
| Aeroporti civili internazionali   |                      |      |      |                       | |
| Aeroporto di Budapest-Ferihegy    | Budapest             | LHBP | BUD  | 151                   | 3010 x 45 m (asfaltato) 3707 x 45 m (asfaltato) 900 x 23 m (asfaltato)                                 |
| Aeroporto di Debrecen             | Debrecen             | LHDC | DEB  | 109                   | 2500 x 40 m (asfaltato) 2500 x 90 m (asfaltato) 1000 x 100 m (non asfaltato)                           |
| Aeroporto di Sármellék            | Sármellék            | LHSM | SOB  | 124                   | 2500 x 60 m (asfaltato) 1000 x 45 m (non asfaltato) 30 x 45 m (asfaltato)                              |
| Aeroporto di Győr-Pér             | Győr-Pér             | LHPR | QGY  | 129                   | 1450 x 30 m (asfaltato) 1340 x 150 m (non asfaltato) 900 x ? 1134 m (non asfaltato) 1450 m (asfaltato) |
| Aeroporto di Pécs                 | Pécs-Pogány          | LHPP | PEV  | 197,6                 | 1500 x 30 m (asfaltato)                                                                                |
| Aeroporti civili nazionali        |                      |      |      |                       | |
| Aeroporto di Fertőszentmiklós     | Fertőszentmiklós     | LHFM |      | 134                   | 985 x 23 m (asfaltato)                                                                                 |
| Aeroporto di Nyíregyháza          | Nyíregyháza          | LHNY |      | 103                   | 1000 x 20 m (asfaltato) 1000 x 60 m (non asfaltato)                                                    |
| Aeroporto di Siófok-Kiliti        | Siófok-Kiliti        | LHSK |      | 127                   | 2000 x 50 m (non asfaltato) 2000 x 140 m (non asfaltato)                                               |
| Aeroporto di Seghedino            | Seghedino            | LHUD |      | 80                    | 1185 x 30 m (asfaltato) 1177 x 50 m (non asfaltato) 610 x 50 m (non asfaltato)                         |
| Aeroporti militari                |                      |      |      |                       | |
| Aeroporto di Kecskemét            | Kecskemét            | LHKE |      | 115                   | 2499 x ? m 2499 x ? m                                                                                  |
| Aeroporto di Pápa                 | Pápa                 | LHPP |      | 148                   | 2400 x ? m 2400 x ? m                                                                                  |
| Aeroporto di Szolnok              | Szolnok              | LHSN |      | 98                    | 2000 x ? m 2000 x ? m                                                                                  |
| Aeroporto di Taszár               | Taszár               | LHTA | TZR  | 160                   | 2500 x 60 m (asfaltato)                                                                                |
| Aeroclub privati                  |                      |      |      |                       | |
| Aeroporto di Békéscsaba           | Békéscsaba           | LHBC |      | 90                    | 1500 x 30 m (non asfaltato) 800 x 200 m (non asfaltato)                                                |
| Aeroporto di Budaörs              | Budaörs              | LHBS |      | 126                   | 980 x 60 m (non asfaltato) 750 x 40 m (non asfaltato)                                                  |
| Aeroporto di Hármashatárhegy      | Budapest             | LHHH |      | 296                   | 1000 x 100 m (non asfaltato)                                                                           |
| Aeroporto di Dunakeszi            | Dunakeszi            | LHDK |      | 126                   | 800 x 500 m (non asfaltato)                                                                            |
| Aeroporto di Dunaújváros          | Dunaújváros          | LHDV |      | 123                   | 950 x 60 m (non asfaltato)                                                                             |
| Aeroporto di Esztergom            | Esztergom            | LHEM |      | 113                   | 1000 x 80 m (non asfaltato)                                                                            |
| Aeroporto di Farkashegy           | Farkashegy           | LHFH |      | 215                   | 1000 x 200 m (non asfaltato)                                                                           |
| Aeroporto di Gödöllő              | Gödöllő              | LHGD |      | 218                   | 1000 x 100 m (non asfaltato)                                                                           |
| Aeroporto di Gyöngyös Pipishegy   | Gyöngyös Pipishegy   | LHGY |      | 350                   | 760 x 20 m (non asfaltato)                                                                             |
| Aeroporto di Hajdúszoboszló       | Hajdúszoboszló       | LHDV |      | 102                   | 1000 x 50 m (non asfaltato) 800 x 50 (non asfaltato)                                                   |
| Aeroporto di Jakabszállás         | Jakabszállás         | LHJK |      | 111                   | 600 x 18 m (non asfaltato) 1000 x 30 (non asfaltato)                                                   |
| Aeroporto di Kaposújlak           | Kaposújlak           | LHKV |      | 156                   | 610 x 18 m (asfaltato) 1200 x 200 m (non asfaltato)                                                    |
| Aeroporto di Kecskéd              | Kecskéd              | LHKD |      | 174                   | 1200 x 50 m (non asfaltato) 1000 x 50 (non asfaltato)                                                  |
| Aeroporto di Kiskunfélegyháza     | Kiskunfélegyháza     | LHKH |      | 97                    | 758 x 160 m (non asfaltato) 536 x 100 (non asfaltato)                                                  |
| Aeroporto di Miskolc              | Miskolc              | LHMC | MCQ  | 119                   | 850 x 100 m (non asfaltato) 800 x 100 (non asfaltato)                                                  |
| Aeroporto di Szentes              | Szentes              | LHSZ |      | 84                    | 750 x 150 m (non asfaltato)                                                                            |
| Aeroporto di Szolnok-Szandaszőlős | Szolnok-Szandaszőlős | LHSS |      | 85                    | 1050 x 200 m (non asfaltato)                                                                           |
| Aeroporto di Szombathely          | Szombathely          | LHSY |      | 223                   | 1600 x 500 m (non asfaltato)                                                                           |